# Charles Lennox, Duce de Richmond
Charles Lennox, Duce de Richmond, Duce de Lennox, Duce de Aubigny (29 iulie 1672 – 27 mai 1723) a fost fiul nelegitim al regelui Carol al II-lea al Angliei și a metresei acestuia,  Louise de Kérouaille, Ducesă de Portsmouth. El este strămoșul ambelor soții ale Prințului Charles: Diana, Prințesă de Wales și Camilla Parker-Bowles.

## Biografie
Lennox a fost creat Duce de Richmond, conte de March și baron Settrington în nobilimea engleză la 9 august 1675 și Duce de Lennox, conte de Darnley și Lord Torbolton în nobilimea scoțiană la 9 septembrie 1675, și a fost investit Cavaler al Ordinului Jartierei în 1681.

### Familie
La 8 ianuarie 1692 s-a căsătorit cu Anne Brudenell (d. 9 decembrie 1722), fiica baronului Francis de Brudenell. Cuplul a avut trei copii:
- Lady Louisa Lennox (24 decembrie 1694 – 15 ianuarie 1716); s-a căsătorit cu James Berkeley, al 3-lea Conte de Berkeley
- Charles Lennox, al 2-lea Duce de Richmond (18 mai 1701 - 8 august 1750)
- Lady Anne Lennox (24 iunie 1703 – 20 octobrie 1789); a devenit contesă de Albemarle

Cu metresa sa Jacqueline de Mézières a avut o fiică:
- Renée Lennox (1709–1774) metresa vărului ei, Charles Beauclerk, Duce de St Albans.

1. 1 2  Charles Lennox, 1st Duke of Richmond, SNAC, accesat în 9 octombrie 2017
2. 1 2  Charles Lennox, Find a Grave, accesat în 9 octombrie 2017
3. 1 2  Charles Lennox, 1st Duke of Richmond, The Peerage, accesat în 9 octombrie 2017
4. 1 2  Charles Lennox, Genealogics
5. 1 2 3 4 5 6  Kindred Britain
6. ↑  The Peerage